# بوراسيت
البوراسيت هو معدن نادر من معادن البورات له الصيغة Mg3B7O13Cl والتي يمكن أن تحوي أيضاً على الحديد في صيغتها وتكتب بالشكل: α-(Mg,Fe)3ClB7O13 يوجد المعدن على شكل بلورات يمكن أن تكون ذات لون أبيض أو أزرق مخضر أو رمادي أو أصفر، وذلك حسب الشوائب الموجودة.

## الخصائص
يتبلور البوراسيت حسب النظام البلوري المعيني القائم، كما يعد من المعادن متعددة الأشكال، حيث أن النظام البلوري لديه يتبدل عند درجة حرارة مقدارها 268 °س، كما يوجد منه شكل حسب النظام البلوري الثلاثي، ويسمى تريمباثيت.
يبدي المعدن شكلاً عند درجات حرارة منخفضة يكون ذو خصائص كهربائية حرارية. يصعب صهر البوراسيت عند تعريضه لمصدر حراري لهبي، كما أنه يعطي لوناً أخضر للهب. ينحل البوراسيت في حمض الهيدروكلوريك ولكن ببطء، كما أنه ينحل في الماء.

## التاريخ
اكتشف البوراسيت لأول مرة في ألمانيا في ولاية سكسونيا السفلى سنة 1787 من قبل G. Lasius لازيوس، والذي وصفها على أنها بلورات الكوارتز المكعّبة من لونبورغ.، حيث أن مدينة لونبورغ كانت مكان الاكتشاف، لذا كان يسمى ألماس لونبورغ. في وقت لاحق سنة 1789 أسمى أبراهام غوتلوب فيرنر المعدن باسم بوراسيت، للإشارة إلى عنصر البورون في التركيب.

## التشكل والوفرة
يوجد البوراسيت في الأحواض التبخيرية عن طريق الرسوب أو التحول، ويكون مترافقاً مع الجص والأنهدريت والهاليت والسيلفيت والكرناليت والكاينيت والهيلغارديت. يمكن أن يوجد على شكل بلورات صغيرة متجمعة أو على شكل فجوة بلورية Druse.
هناك حوالي 50 موقع جغرافي حاوي على خامات من معدن البوراسيت.
بالإضافة إلى ألمانيا، يوجد البوراسيت في تاسمانيا في أستراليا، وفي مقاطعة يونان في الصين، وفي مقاطعة شمال يوركشير في المملكة المتحدة، وفي منطقة لورين في فرنسا، وفي مقاطعة نيو برونزويك في كندا، وفي كيان إركوتسك أوبلاست في روسيا، وفي ولايات ألاباما ولويزيانا في الولايات المتحدة الأمريكية، بالإضافة إلى عدة مواقع في كل من كازاخستان وبوليفيا وكولومبيا وبولونيا.

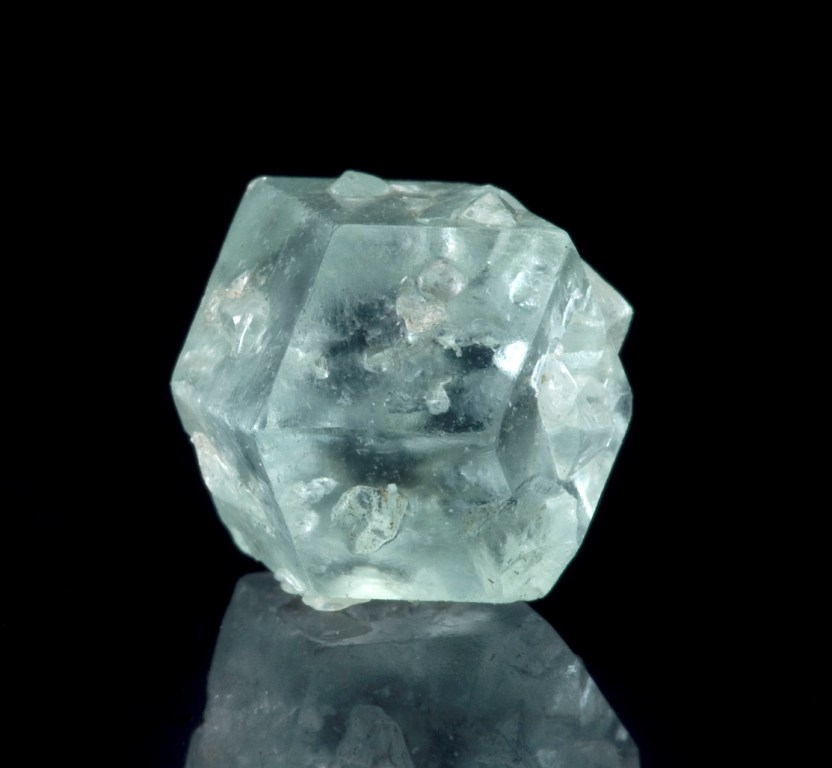
بلورة بوراسيت

## الاستخدامات
لا توجد أهمية صناعية للبوراسيت، لكنه يستخدم للعرض في المتاحف وصالات العرض الخاصة بالمعادن. بالإضافة إلى ذلك يقوم بعض الهواة بصقل هذا المعدن وعرضه كحجر من أحجار الزينة.